# Фахита
Фахи́та (исп. fajita) — блюдо техасско-мексиканской кухни, представляющее собой завёрнутое в тортилью (мягкую пшеничную лепёшку) жаренное на гриле и нарезанное полосками мясо с овощами. В качестве мясного ингредиента чаще всего используется говядина, но также встречается использование свинины, курятины, а иногда и морепродуктов. К мясу часто добавляются: сметана, гуакамоле, сальса, пико-де-гальо, сыр и томаты.
В отличие от буррито, которое подаётся уже с начинкой, для фахиты начинку подают отдельно от тортильи, и каждый самостоятельно выбирает, что именно завернуть в тортилью.
Блюдо происходит из региона на техасско-мексиканской границе у Рио-Гранде, где ранее жили ковбои. Они получали остатки мяса после забивания скота. Название происходит от исп. faja, то есть «полоска», что указывает на способ нарезки мяса для фахиты.

## История
Фахита — это мексиканский, техасско-мексиканский уменьшительный термин для обозначения маленьких полосок мяса, вырезанных из говяжьей диафрагмы (наиболее распространенного куска мяса, используемого для приготовления фахитас). Слово фахита, согласно Оксфордскому английскому словарю, появилось в печати только в 1971 году. (Слово «фахита» по-испански означает «полоска», или «поясок», от латинского fascia — «полоса»). Хотя фахита изначально относилась к этим полоскам говяжьей диафрагмы, в настоящее время она изготавливается с различными начинками, такими как зеленый/красный/желтый перец, лук, чили и перец халапеньо.